# Atopochara
Atopochara, monotipski rod parožina nekada klasificiran u vlastitu porodicu Atopocharaceae, danas potporodica (Atopocharoideae) porodice Clavatoraceae, dio reda Charales. Jedina vrsta je fosil Atopochara trivolvis pronađen u Mađarskoj.
Pod nekim izvorima Atopochara pripada u zelene alge